# Hans Jeppson

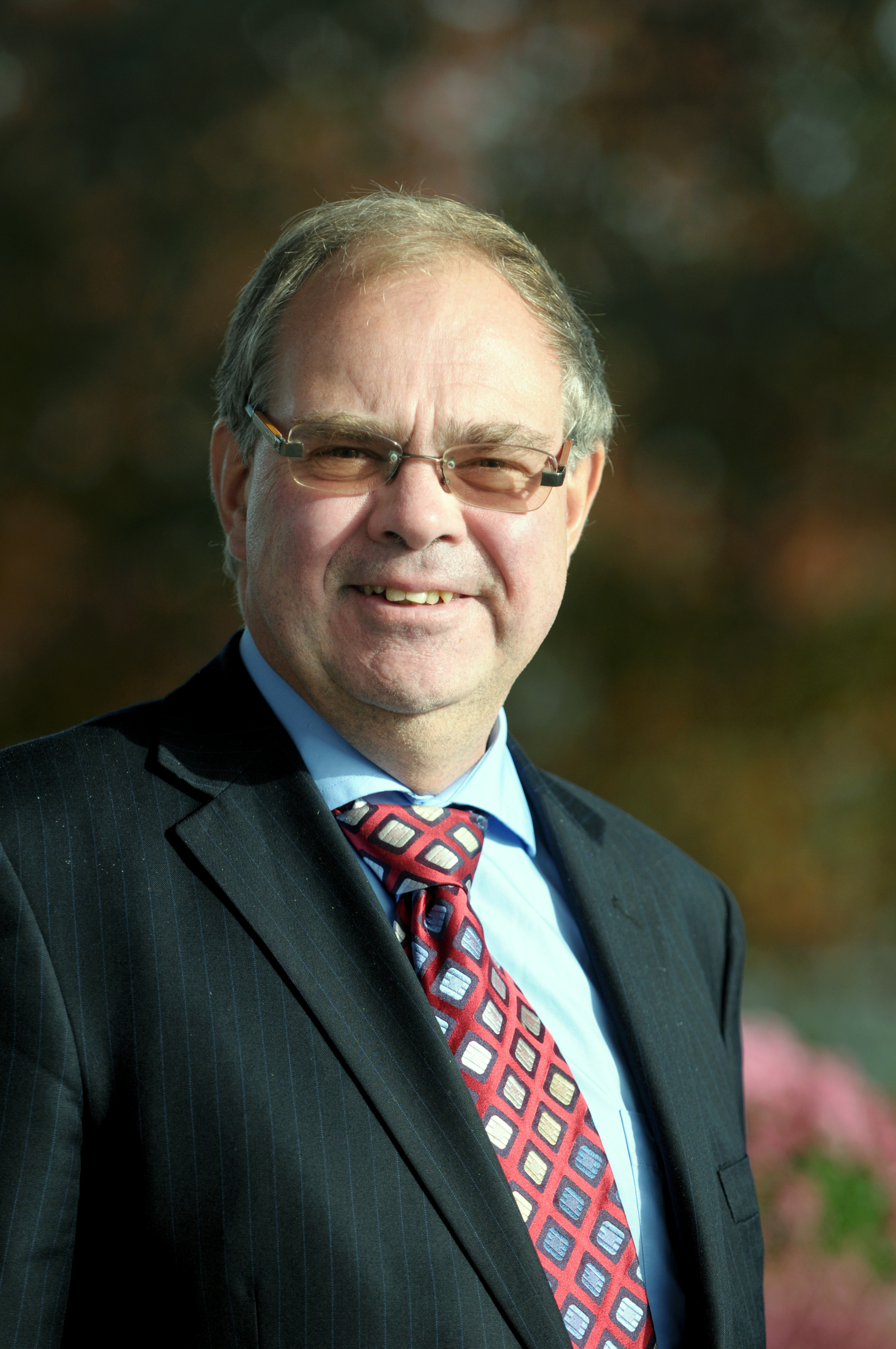
Hans Jeppson, 2009.

Hans Ivan Jeppson, född 25 augusti 1956, är en svensk politiker (moderat). 
Jeppson var samordnare i Statsrådsberedningen under regeringen Bildt 1991-1994, Europapolitisk koordinator för moderaterna i Sveriges riksdag 1995-1997 och direktör på Stockholms Handelskammare 1997-2006. Inför riksdagsvalet 2006 ingick han i äntringsstyrkan som skulle förbereda Allians för Sveriges maktövertagande. Han var därefter statssekreterare hos Maria Borelius respektive Sten Tolgfors vid Utrikesdepartementet med ansvar för internationell handel 2006-2007.